# Mopipi
Mopipi è un villaggio del Botswana situato nel distretto Centrale, sottodistretto di Boteti. Il villaggio, secondo il censimento del 2011, conta 3.912 abitanti.

## Località
Nel territorio del villaggio sono presenti le seguenti 76 località:
- Beetsha 2,
- Beetshaa 1 di 12 abitanti,
- Beetsoroga Gate di 6 abitanti,
- Bokgobokanelo di 20 abitanti,
- Borobonga di 14 abitanti,
- Bothelo di 4 abitanti,
- Chaega di 7 abitanti,
- Chai Gate di 2 abitanti,
- Chikwe,
- Doatshaa East II di 11 abitanti,
- Gubudaga di 17 abitanti,
- Gubuga di 114 abitanti,
- Gwape,
- Holodia shares code di 8 abitanti,
- Jujwa di 6 abitanti,
- Jumasere di 24 abitanti,
- Karogao di 15 abitanti,
- Khoningo di 13 abitanti,
- Kirube di 7 abitanti,
- Koroxama di 14 abitanti,
- Kubi di 15 abitanti,
- Kurubane,
- Lekgalong di 2 abitanti,
- Lentswana di 18 abitanti,
- Machana Gate,
- Maditse di 18 abitanti,
- Maditsenyane di 58 abitanti,
- Magotho di 24 abitanti,
- Maipaafela di 31 abitanti,
- Makhandela di 18 abitanti,
- Makobaxama Gate di 4 abitanti,
- Maphanyane di 129 abitanti,
- Matshana di 11 abitanti,
- Matsiara di 12 abitanti,
- Mawela di 20 abitanti,
- Metsimasweu di 30 abitanti,
- Moexane di 6 abitanti,
- Mogotho Gate di 1 abitante,
- Mojametsi di 13 abitanti,
- Morala di 7 abitanti,
- Morula,
- Morula di 54 abitanti,
- Mosumantle di 30 abitanti,
- Ngwiburu di 4 abitanti,
- Nngerekamo di 47 abitanti,
- Ntsokotsa di 6 abitanti,
- Nxanekomxane,
- Nxerenxa di 31 abitanti,
- Nyoromodumo di 37 abitanti,
- Onisegao di 14 abitanti,
- Phatshwanyane di 66 abitanti,
- Phokomogore di 3 abitanti,
- Phorokwe di 8 abitanti,
- Seipone di 19 abitanti,
- Soophiri di 11 abitanti,
- Sorokotsha di 14 abitanti,
- Tantika di 23 abitanti,
- Thutshaa di 17 abitanti,
- Tshogautsha,
- Tutebe di 24 abitanti,
- Txabanka di 10 abitanti,
- Xaakgae di 17 abitanti,
- Xanamokwe di 51 abitanti,
- Xaramakgowe,
- Xaredamo di 6 abitanti,
- Xarimxoro di 12 abitanti,
- Xerexaga di 33 abitanti,
- Xhago Gate di 2 abitanti,
- Xhootowe di 16 abitanti,
- Xhoxhoyoga,
- Xmadimo,
- Xoaxana,
- Xubukuga di 35 abitanti,
- Xutshaga di 29 abitanti,
- Xwitshaa di 5 abitanti,
- Xwitshamo